# Viale Europa
La Viale Europa (en français, Avenue de l'Europe) est une rue de Rome qui relie les parties est et ouest du quartier Europa ou EUR.

## Histoire
Conçue en 1937 dans le cadre du plan de construction du quartier pour l'Exposition universelle de Rome (EUR) de 1942, elle était une voie perpendiculaire à la Via dell'Impero (rebaptisée plus tard Via Cristoforo Colombo) en construction. L'artère fut achevée, comme le reste du quartier, après la guerre et prit le nom du continent européen en 1953.

## Parcours
La rue débute sur la place du même nom, où se trouve la basilique Saint-Pierre-et-Saint-Paul, d'où part un escalier. Le long de l'avenue se trouvent le Musée historique de la communication, le croisement avec la Via Cristoforo Colombo, les tours Ligini et le Nouveau Centre des Congrès (appelé Nuvola) de Massimiliano Fuksas. La rue se poursuit jusqu'à la Piazzale degli Archivi, où se trouvent les Archives centrales de l'État.